# X-Men II: The Fall of the Mutants
X-Men II: The Fall of the Mutants est un jeu vidéo d'action développé et édité par Paragon Software sorti en 1990 sur DOS.
C'est le second jeu X-Men développé par Paragon après X-Men: Madness in Murderworld. Il s'inspire plus particulièrement des comics X-Men de Chris Claremont et Louise Simonson.

## Système de jeu
Le joueur choisit cinq personnages sur les quinze proposés. Le jeu utilise une vue aérienne lorsque les personnages se déplacent sur la carte, à la recherche d'ennemis, de caisses de santé et de pièges. Lors des scènes de bataille, la caméra passe en vue latérale. Dans chaque niveau, le but est de rechercher deux membres de Freedom Force et de les vaincre au combat jusqu'au boss final, l'Adversaire.

## Histoire
Les X-Men sont à la recherche de leurs alliés Tornade et Forge enlevés par la Freedom Force. Les deux équipes se retrouvent prises dans une étrange distorsion temporelle provoquée par l'entité démoniaque connu sous le nom d'Adversaire, qui retient Tornade et Forge. Uatu le Gardien apparaît au début du jeu et le présente comme un univers alternatif de la « vraie » chronologie de Marvel dans la veine de What If ?, « Et si une autre équipe de héros combattait l'Adversaire ? ».

## Fiche technique[3]
- Titre : X-Men II: The Fall of the Mutants
- Conception : Charles Griffith, Steve M. Suhy, Ann Gruss et Frank Schurter
- Programmation : Charles Griffith
- Artistes : Ann Gruss, Frank Schurter et Steve M. Suhy
- Musique : Keith Uram
- Société de développement : Paragon Software Corporation
- Société de distribution : Paragon Software Corporation et Medalist International
- Genre : Action, RPG
- Date de sortie : 1990

## Personnages

### Personnages jouables (PJ)
- James Howlett / Wolverine
- Elizabeth Braddock / Psylocke
- Piotr Rasputin / Colossus
- Anna Marie / Malicia (Rogue en VO)
- Longshot
- Kitty Pryde / Shadowcat
- Kurt Wagner / Diablo (Nightcrawler en VO)
- Rachel Summers / Phénix (Phoenix en VO)
- Alison Blaire / Dazzler
- Alexander Summers / Havok
- Scott Summers / Cyclope
- Jean Grey / Marvel Girl
- Henry McCoy / Fauve (Beast en VO)
- Warren Worthington III / Archangel
- Bobby Drake / Iceberg (Iceman en VO)

### Personnages non-jouables (PNJ)
- Ororo Munroe / Tornade (Storm en VO)
- Forge
- Uatu le Gardien (The Watcher en VO)

### Ennemis
- Dominikos Petrakis / Avalanche
- Frederick Dukes / Colosse (Blob en VO)
- Frank Bohannan / Commando pourpre (Crimson Commando en VO)
- Raven Darkhölme / Mystique
- St. John Allerdyce / Pyro
- Rita Wayword / Spiral
- Louis Hamilton / Mur (Stonewall en VO)
- Martin Fletcher / Super Sabre
- Adversaire (Adversary en VO)

## Accueil
Sur le site MobyGames, le jeu est noté 3,2 sur 5 avec 6 critiques. Sur GameFAQs, il est noté 2,7 sur 5 avec 15 critiques. Sur PlayOLD.games, il est noté 3,6 sur 5.
Dans son classement des jeux vidéo X-Men ScreenRant place le jeu en 17ème position sur 18.